# Argyra flavicoxa
Argyra flavicoxa är en tvåvingeart som beskrevs av Van Duzee 1925. Argyra flavicoxa ingår i släktet Argyra och familjen styltflugor.
Artens utbredningsområde är Florida. Inga underarter finns listade i Catalogue of Life.